# Gallarate
Gallarate (Galarà ou Galaràa en Lombard)  est une ville italienne d'environ 51 000 habitants, située dans la province de Varèse, dans la région Lombardie, dans le nord-ouest de l'Italie. Elle est la troisième ville la plus peuplée de la province, la 14e de Lombardie et la 137e d'Italie. 

## Toponyme
L'origine du nom de Gallarate est discutée. Pour certains, il provient du nom latin de personne Galerius (Galère) avec l'ajout du suffixe -ate indiquant l'appartenance ou du nom d'une légion romaine. D'autres rattachent ce nom à Gallorum area, et donc à la fondation de la ville par des Gaulois. Le coq (Gallus) figure d'ailleurs dans les armes de Gallarate. Pour d'autres enfin, le nom dérive du celte «Callariate», désignant une colline formée par des alluvions. 

## Géographie
Gallarate est située dans le bassin de Varèse. Le territoire est essentiellement un territoire de plaine, avec en limites, dans la partie septentrionale, les collines morainiques de Crenna et Ronchi. La cité est traversée par la rivière Arno, surnommée localement Arnetta, et son affluent le Sorgiorile. À l'extrémité sud-est coule, en bordure du territoire, la rivière Rile.
Le territoire appartient également au parc lombard de la vallée de Tessin. L'urbanisation croissante tend à constituer un noyau urbain unifié qui regroupe les autres centres urbains du Haut Milanais voisins et jusqu'à Legnano.

## Climat
Le climat est de type climat continental. Les hivers sont froids, les étés sont chauds et lourds. Les brouillards sont fréquents. La moyenne des chutes de neige sur le territoire se situe autour de 40 cm par an. Sur la base des données des trente dernières années de référence (1961-1990) à la station météorologique de Milan-Malpensa située à moins de 10 km à vol d'oiseau du centre de Gallarate et suivant l'Organisation météorologique mondiale, la température moyenne du mois le plus froid, janvier, se situe autour de  +1 °C; celle du mois le plus chaud, juillet, est d'environ +22 °C, la température moyenne étant d'environ +11 °C. Les précipitations moyennes annuelles sont de 1082 mm avec un pic au printemps et en automne et relativement peu en hiver.

## Démographie
Après une forte hausse tout au long du XXe siècle, la commune a connu une baisse notable de sa population de sa population entre 1980 et 1990. Elle a ensuite connu une importante croissance jusqu'en 2003, un ralentissement jusqu'en 2011, année d'une diminution prononcée avant que 2012 inverse à nouveau cette tendance.
En 2010, le nombre d'étrangers résidant dans la commune était de 7 168, soit environ 14 % de la population. 
1. Albanie, 1.055
2. Pakistan, 857
3. Bangladesh, 800
4. Maroc, 723
5. Roumanie, 640
6. Équateur, 390
7. Chine, 378
8. Ukraine, 215
9. Pérou, 171
10. Sénégal, 161

## Histoire

### Naissance et développement de la cité
Fondée par les Gaulois et plus tard par les Romains conquise, Gallarate est mentionnée comme un important vicus ou village dans un document daté de l'époque de la conquête par les Romains de ce qui était alors appelé la Gaule cisalpine. Durant l'hégémonie franque, un château fut édifié sur les vestiges de fortifications romaines, situées près de la toujours existante Basilique Santa Maria. Le château n'existe plus désormais, mais sa localisation ancienne est perceptible dans la topographie de la cité et son souvenir perdure dans le nom de la rue intitulée Via Postcastello.

Après l'anéantissement de Castelseprio par Ottone Visconti en 1287, Gallarate devient la capitale du Seprio, un vaste et important fief. Durant ces années, Gallarate connut une période de prospérité et de croissance économique qui perdura pendant tout le règne des membres de la Famille Visconti et des Sforza et se poursuivit jusqu'au début de la domination française, deux siècles plus tard (1498). Des documents conservés aux Archives Nationales décrivent Gallarate comme un important centre d'échange commercial entre les marchés italiens et étrangers, en particulier pour le coton, le lin et le draps. La vie de la cité est dominée par les classes nobles et marchandes. Cette période est aussi celle pendant laquelle Gallarate devient un centre d'activité industrielle, se développe et s'embellit.

À la fin du XVe siècle, la cité tombe sous domination étrangère, d'abord espagnole, puis française, de nouveau espagnole et enfin autrichienne, du XVIe au XVIIIe siècle.
 
C'est à Gallarate qu'eut lieu le ralliement d'une partie des troupes suisses à François Ier ou leur renoncement à prendre part aux combats, après la signature du Traité de Gallarate, épisode déterminant avant la bataille de Marignan.

Au cœur de cette période d'instabilité politique, Gallarate devient un lieu d'affrontement de puissantes familles nobles italiennes en compétition comme les Bentivoglio, Pallavicino, Caraciolo, Altemps, Visconti, Castelbarco et Torriani, épisodes qu'évoque le roman Marco Visconti de Tommaseao Grassi. Elle continue cependant à avoir un rôle moteur dans l'économie du Haut Milanais et devient en 1786 le chef lieu d'une vaste province autrichienne.  Avec l'avènement de Napoléon, se développe une bourgeoisie éclairée qui entend associer les nouvelles idées de liberté aux prémices de la révolution industrielle à venir. Après le moment de Restauration, sanctionné par le Congrès de Vienne, ces aspirations à la liberté s'amplifient et sont portées par des patriotes comme  Luigi Borghi et Filippo Guenzati (incarcéré à la Forteresse du Spielberg) ou Giuseppe et Pompeo Castelli, propriétaires de la «farmacia del rinascimento», aujourd'hui Dahò, qui constitue le point de rencontre des partisans de l'indépendance et où la tradition veut que Gerolamo Rovetta ait conçu le roman Romanticismo.

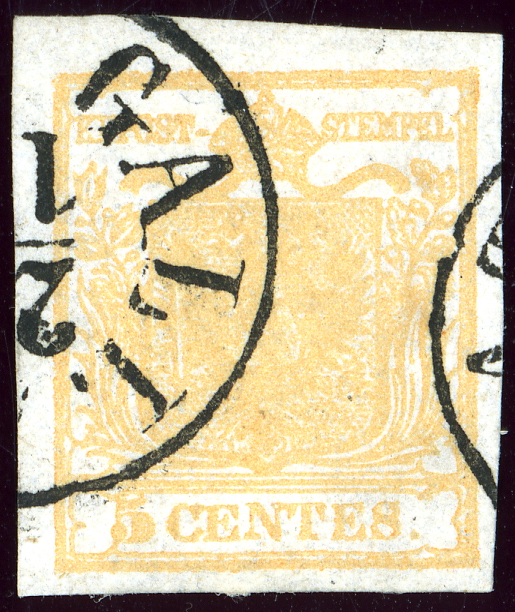
Timbre du royaume de Lombardie-Vénétie, 5 centesimi première émission de 1850, oblitéré à Gallarate

En 1859, Gallarate devient une composante du royaume d'Italie et reçoit le titre honorifique de « ville » par un décret royal du 19 décembre 1860.
En 1869, les limites de la ville sont élargies en incorporant les villes de Arnate et Cedrate. En décembre 1926, le régime fasciste décide la création de la nouvelle province de Varèse et le district de Gallarate. La ville a ensuite perdu de son importance avec la suppression des districts et la fermeture de la sous-préfecture.

### La «cité aux cents cheminées»
À la fin de la première moitié du XIXe siècle, l'industrie dite moderne a commencé à se répandre dans de nombres régions d'Italie. En quelques décennies, Gallarate confirme une vocation déjà ancienne et devient une cité industrielle qui participe fortement au développement économique de la Lombardie. Cette période est aussi marquée par de fortes tensions sociales suscitées par les rapides changements politiques et économiques apportés par ces évolutions.
Les gigantesques complexes industriels du passé ont disparu. Les hautes cheminées qui se détachent toujours dans le ciel de Gallarate permettent toutefois encore de constater leur importance. Nombre des anciennes constructions de style art nouveau, où des milliers de Gallaratesi travaillèrent durant les 150 dernières années, ont désormais été transformées en de modernes centres commerciaux, centres artisanaux et boutiques. 
Ce passé industriel et cette activité valut à Gallarate jusqu'à une date récente le surnom de « Manchester de l'Italie » et la qualification de « cité aux cents cheminées ».

## Économie
Sa position, qui la place entre Varèse et Milan, en a fait principalement un centre industriel actif dans de nombreux secteurs. Comme indiqué plus haut, l'activité principale était initialement et historiquement liée à l'industrie textile, mais cette activité est entrée dans une période de forte crise. À la suite de la tertiarisation de l'économie italienne et lombarde, Gallarate a profité du  potentiel offert par le proche Aéroport de Milan-Malpensa, en se transformant en un centre tertiaire et commercial de plus en plus important. La ville s'efforce également de se développer en tant que base logistique et d'infrastructures : sont situés à Gallarate sièges et bureaux de compagnies aériennes opérationnelles dans le passé et certaines encore aujourd'hui (Air Europe, Volareweb, Air Italy, Blue Panorama), d'entreprises de transport (Hupac Suisse, CFF Cargo) et de sociétés multinationales (Louis Vuitton, Yamamay et Parah). Gallarate accueille aussi, outre de petites et moyennes entreprises, certaines structures spécialisées dans les techniques de pointe : ainsi, c'est là qu'est installé le siège social de Sofinter Group S.p.A., opérant dans la production de vapeur et d'énergie. Néanmoins, ces dernières années, la ville a perdu certains investissements majeurs, à la suite de la relocalisation de Milupa (en 2002) et la fermeture de Orlandi (en 2007). De nouveaux développements économiques sont toutefois attendus à la suite de l'attribution de l'Expo 2015 à Milan : l'exposition sera installée à côté de FieraMilanoCity, bien relié à Gallarate. 

## Transports
La ville est un nœud ferroviaire reliant Varène, Lavena et Arona (pour le Tunnel du Simplon).

La gare de Gallarate est inaugurée en 1860 à la jonction des lignes ferroviaires Domodossola-Milan, Luino-Milan et Porto Ceresio-Milan.

Elle est aujourd'hui encore le terminus de nombreux trains longue distance (Eurocity de Milan à Genève et Bâle), de trains régionaux de Milan à Domodossola et de la line S5 du métro milanais tout comme la ligne S30 du Ticino railway network.

Gallarate est aussi, comme déjà indiqué, très proche de l'aéroport international de Malpensa.

La ville est également aisément accessible par autoroute, avec une sortie directe « Gallarate » sur l'autoroute des lacs A8, et le raccordement A8-A26 (Gallarate-Gattico). Un réseau d'autobus urbains composé de 6 lignes permet notamment de desservir par navette l'aéroport de Malpensa et des destinations régionales.

## Éducation et culture
Gallarate est le siège de l'Aloisianum, un ancien collège jésuite, qui est maintenant un centre culturel jésuite avec une importante bibliothèque. Carlo Maria Martini y a passé les premières années de sa vie.

Le Musée d'Art de Gallarate, fondé en 1966, est riche de plus de cinq mille œuvres, peintures, sculptures, dessins, livres d'art, installations, etc.

Gallarate accueille aussi la «Società Gallaratese per gli Studi Patri», musée archéologique et important centre de ressources sur l'histoire de la ville, installé dans l'ancien couvent Saint-François. La «Sistema Bibliotecario Consortile Antonio Panizzi», enfin, est un réseau de bibliothèques dont le siège est à Gallarate.  

## Langue et dialecte
En plus de la langue italienne, est parlé un dialecte local, une variante du dialecte de Varèse, qui appartient à son tour au Lombard (langue). Cependant, il y a quelques différences avec le dialecte parlé à Varèse, la ville de Gallarate étant influencée par les langues locales des zones voisines, en particulier  par le dialecte parlé dans la ville voisine de Busto Arsizio. Comme tous les dialectes de l'ouest lombard, il s'agit fondamentalement d'une langue romane, dérivée du Latin. Actuellement, sa pratique tend lentement à  régresser, quoique d'une manière moins marquée que pour les autres dialectes Lombards .

## Gastronomie
La cuisine locale est typique de l'Insubrie et du Haut-Milanais. Elle est liée aux traditions régionales et à la proximité culinaire avec des régions voisines, en particulier avec la cuisine milanaise. Quelques plats typiques sont la Cassole (qui est aussi appelée en dialecte de Varèse «cassoeura» ou «casöra»), le risotto, la bruschetta et la polenta. Les douceurs typiques de la cité les plus célèbres sont les Amaretti de Gallarate, une sorte de macaron, de forme allongée, très différent de ceux, secs et ronds - et plus renommés - que sont les Amaretti di Saronno. La région de Lombardie a inclus les Amaretti de Gallarate dans la liste des produits agroalimentaires traditionnels de Lombardie. 

## Monuments

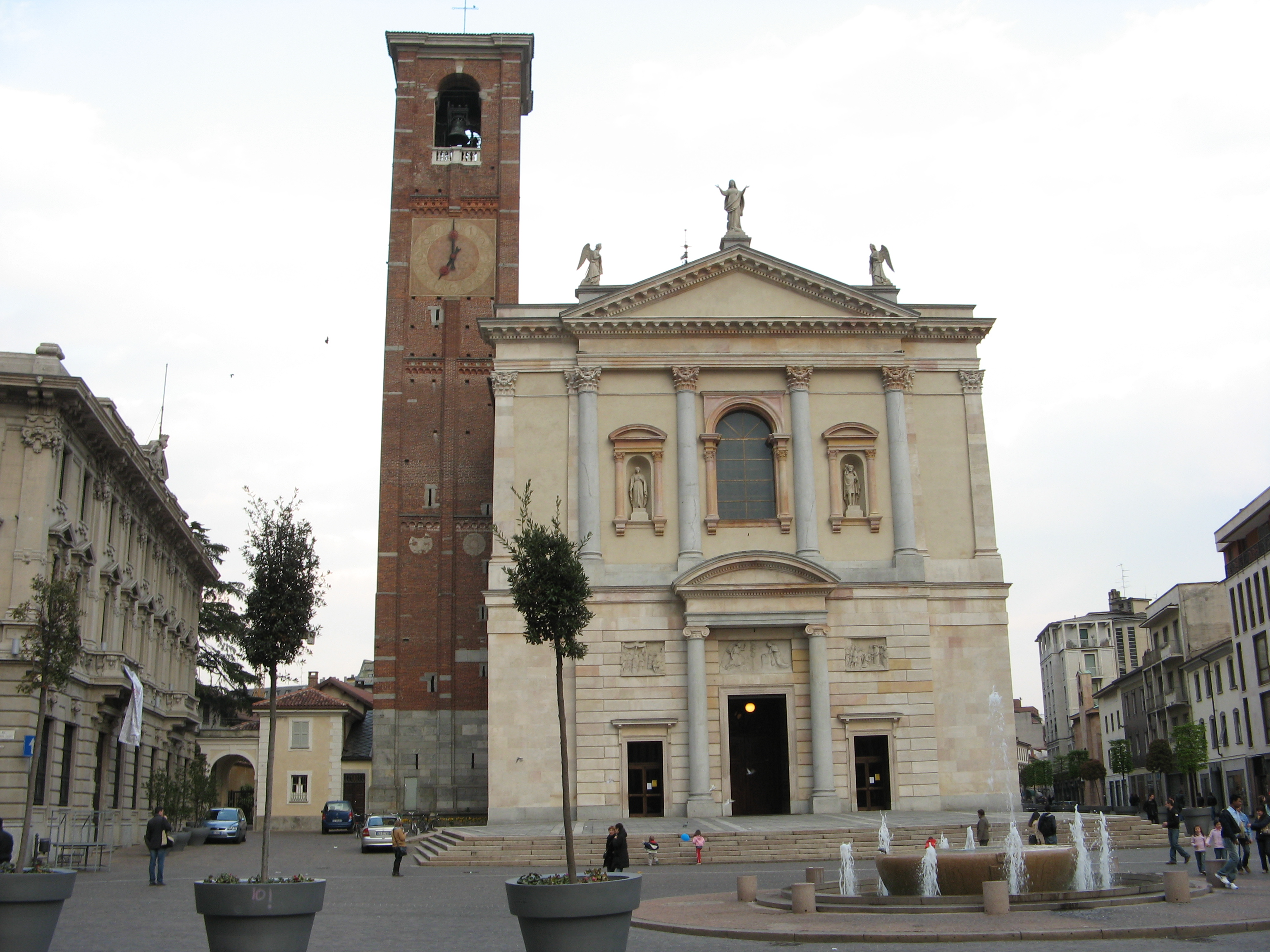
Basilique Santa Maria Assunta.

- Église romane Saint-Pierre. Elle fut construite au xXIe-XIIIe siècles, et comporte toutefois quelques éléments gothiques. L'intérieur est constitué d'une nef unique. La façade, l'abside et les côtés sont caractérisés par des arcades supportées par de petites colonnes formant une fausse loggia. Elle est classée monument historique en 1844.
- Basilique Santa Maria Assunta.
- Église baroque de Sant'Antonio Abate.
- Sanctuaire de la Madonna di Campagna, datant du premier XVIIe siècle.
- Église San Zenone (XVIIIe siècle).
- Église San Rocco (XVIe siècle).
- Pharmacie historique Dahò, où les carbonari se cachaient au XIXe.
- La « Crocetta », croix emblématique de la dévotion de la commune, a été érigée en 1694 par Cesare Visconti, en l'honneur de la Vierge du Pilier de Saragosse.
- Ancien couvent de Saint-François.

## Sport
Le 8 juin 1990 la 18e étape du Tour d'Italie 1990 s'est conclu à Gallarate avec la victoire de Adriano Baffi. 

### Football
L'équipe de football la plus notable est la Società Ginnastica Gallaratese. 
Mais de nombreuses équipes sont présentes sur le territoire de Gallarate:
- Associazione Italiana Arbitri Sezione di Gallarate
- A.S.D. Crenna Calcio 87
- Scuola Calcio S. Alessandro
- A.S.C. Torino Club
- OFC Arnate
- Polisportiva Cedratese
- A.S.D. Oratorio Cardinal Schuster Moriggia
- ASD U.S. Crennese
- Centro Della Gioventù Gallarate
- OSGB Madonna in Campagna
- CSR Azalee

### Football américain
En 1977, Gallarate est l'une des premières villes dans lesquelles sont effectuées des tentatives d'implantation en Italie du football américain. Est alors fondée l'équipe des «Frogs» qui a son siège dans la ville jusqu'en 1984, année de son transfert à Busto Arsizio. Les «Frogs» parviennent en finale nationale en 1981 et 1982, perdant les deux fois contre les «Rhino de Milan». Entre la fin des années 1990 et le début 2000,  une deuxième équipe a été active, « Les Kings » ; à la suite de la fusion avec les « Frogs » et leur transfert d'abord à Legnano, puis à Milan, l'équipe prend le nom de «Frogs&K Gallarate» et participe au seul championnat de l'année 2003 avant d'arrêter une année et de subir une scission qui conduit à la naissance d'une part des «Blue Storms Gorla Minore», et d'autre part au retour des «Frogs» à Legnano. En 2010, voit le jour une troisième initiative dans le cadre du football américain à Gallarate, la «G-Team», qui pratique également le flag football. 

### Gymnastique
La société «Ginnastica Virtus Gallarate» a été fondée en mars 1902 au sein du patronage de Gallarate, à l'initiative d'un aumônier, Don Teofilo Brera. Le nom choisi était une référence claire au programme de travail : éduquer des enfants dans l'esprit de la morale catholique et développer chez eux «la force, le courage, l'endurance et l'énergie physique nécessaire pour affronter les épreuves les plus rudes de la vie et de la compétition sportive». Après des débuts difficiles, la société de gymnastique de Gallarate a participé à divers tournois nationaux et internationaux qui lui ont permis d'obtenir un palmarès notable. Parmi ses membres on trouve des champions d'Italie et des athlètes olympiques comme Boris Preti ou Romina Laurito, championne du monde de gymnastique rythmique en équipe, titre obtenu Championnats en Russie en septembre 2010.

### Handball
La société « Gruppo Sportivo Crenna » joue dans le championnat de Série B.

### Basket-ball
Le Basket-ball est représenté par l'équipe «Basketball Gallarate».

### Hockey sur glace
L'équipe est celle des «Dragons Gallarate» 

### Tir à l'arc
La C.A.M. - «Compagnia Arcieri Monica A.S.D» -, fondée en décembre 1972, est une des plus vieilles sociétés de tir à l'arc d'Italie. Elle compte parmi ses membres le champion olympique et champion du monde Michele Frangilli. 

### Boxe
La boxe est représentée par la «Thunder Boxing Team», ex «Pugilistica gallaratese», fondée en 1924 

## Administration
| Période                                  | Période  | Identité         | Étiquette    | Qualité  |
| ---------------------------------------- | -------- | ---------------- | ------------ | -------- |
| 31/05/2006                               | 2011     | Nicola Mucci     | Forza Italia | écrivain |
| 30/05/2011                               | En cours | Edoardo Guenzani | PD (gauche)  |          |
| Les données manquantes sont à compléter. |          |                  |              |          |

### Hameaux
Arnate, Cajello, Cascinetta, Cedrate, Crenna, Madonna in Campagna, Moriggia, Ronchi, Sciarè, C.na Maggetto, Bettolino, Monte Cuore, Monte Capro, Monte Pino, Monte Diviso, Monte della Rocca, C.na Valletta, Monte Marino, C.na Monte, Lazzaretto, Mornera, Carreggia, C.na Calcaterra, C.na Capelloni

### Communes limitrophes
| Arsago Seprio     | Besnate, Cavaria con Premezzo |                 |
| Casorate Sempione | Gallarate                     | Cassano Magnago |
| Cardano al Campo  | Samarate                      | Busto Arsizio   |

## Personnalités liées à Gallarate
XVe siècle
- Fazio Cardano, juriste et mathématicien

XVIe siècle
- Girolamo Cardano, mathématicien

XVIIe siècle
- Giuseppe Rusnati, sculpteur et architecte italien de style baroque

XXe et XXIe siècles
- Alberico Albricci, général et Ministre de la guerre durant le gouvernement de Fransceco Saverio Nitti
- Ivan Basso, cycliste, né à Gallarate
- Toni Belloni, directeur général de LVMH
- Luciano Borgognoni, cycliste professionnel, champion du monde sur piste (en équipe)
- Francesco Buffoni, homme politique
- Efrem Forni, cardinal
- Michele Frangilli, champion mondial et olympique de tir à l'arc
- Valter Giorgetti, boxeur professionnel, champion d'Europe
- Romina Laurito, gymnaste, championne mondiale et médaille de bronze aux jeux olympiques de Londres 2012
- Luigi Majno, juriste
- Marta Morazzoni, Ecrivain
- Guido Malatesta, cinéaste et scénariste
- Carlo Maria Martini, cardinal
- Ottorino Piotti, gardien de but (Milan, Avellino, Atalanta, Gênes)
- Mario Venzo, peintre

## Événement commémoratif
À la fin du XVIe siècle, à l'extérieur des douves de la banlieue de Gallarate, se dressait, le long de l'ancienne route de Milan, une petite chapelle dédiée à la «Madonna delle Grazie», populairement appelée « Il Gesiolo ». L'édifice, modeste, se composait d'une petite salle rectangulaire avec peint sur le mur arrière, au-dessus d'un simple autel, la Vierge allaitant son Fils. Au début de l'année 1601, à la suite de certaines guérisons jugés miraculeuses par le peuple, la dévotion à Notre Dame de Gesiolo s'amplifia parmi les gens des alentours qui vinrent en nombre en pèlerinage. Les autorités diocésaines, informées par le prévôt de Gallarate, après des inspections et avoir interrogé plusieurs témoins, déclarèrent que les événements n'avaient rien de miraculeux ; cependant, puisque la dévotion n'avait pas diminué mais augmenté, avec le consentement de l'archevêque, le cardinal Federico Borromeo autorisa la construction du sanctuaire dont la première pierre fut posée «le jour de jeudi, 10e jour de décembre 1602».

En 1628, une armée allemande descend à la conquête de Mantoue. Elle amène avec elle la peste. Après avoir touché Milan, l'épidémie se répand dans toute la Lombardie. Malgré les mesures de quarantaine, Gallarate est atteinte en juillet 1630. Tout le village et les villages environnants sont infectés. Pour la seule Gallarate, alors habitée par environ 2 500 âmes, les décès dépassent le nombre de 450. Les habitants se rendent alors au sanctuaire de la Madane du Gesiolo et font vœu, s'ils sont libérés de la peste, de venir annuellement en pèlerinage le 21 novembre. En novembre de l'année suivante la peste disparaît. La Fête votive de «Rama di Pomm» est née.